# پیز پومبی
پیز پومبی (به لاتین: Piz Pombi) یک کوه در سوئیس است که در کانتون گراوبوندن واقع شده‌است. پیز پومبی ۲٬۹۶۷ متر بالاتر از سطح دریا واقع شده‌است.